# Правовой статус
Правово́й ста́тус — установленное нормами права положение его субъектов, совокупность их прав и обязанностей.
В правовой статус входят:
- правосубъектность (в свою очередь включающая правоспособность, дееспособность, деликтоспособность и трансдееспособность субъекта);
- установленные законом права и обязанности;
- гарантии установленных прав;
- ответственность субъекта за неисполнение обязанностей.

Обычно явление правового статуса исследуется в отраслевых юридических науках. Выделяют конституционно-правовой статус, гражданско-правовой статус, административно-правовой статус и так далее.